# Azilal
Azilal (in in arabo أزلال‎?, Azilāl) è una città del Marocco centrale, capoluogo della provincia omonima, nella regione di Béni Mellal-Khénifra. Si trova a 165 km da Marrakech, sui Monti Atlante, nei pressi delle cascate di Ouzoud, una delle principali attrazioni turistiche dell'area.